# 34 (liczba)
34 (trzydzieści cztery) – liczba naturalna następująca po 33 i poprzedzająca 35.

## 34 w nauce
- liczba atomowa selenu
- obiekt na niebie Messier 34
- galaktyka NGC 34
- planetoida (34) Circe

## 34 w kalendarzu
34. dniem w roku jest 3 lutego. Zobacz też co wydarzyło się w 34 roku n.e.